# Elisabeth Röhm
Pour les articles homonymes, voir Röhm.
Elisabeth Röhm, née le 28 avril 1973 à Düsseldorf, (Allemagne), est une actrice germano-américaine.
Elle est principalement connue pour avoir interprété Kate Lockley dans Angel, Serena Southerlyn, procureur-adjoint dans New York, police judiciaire, Lauren Gilmore dans Heroes ou encore Taylor Berkhalter dans The Client List.
Au cinéma, elle obtient des rôles dans les films Miss FBI : divinement armée (2005), American Bluff (2013), Joy (2015), Blood Father (2016), Once Upon a Time in Venice (2017), Scandale (2019) ou Lilly et l'Oiseau (2021).

## Biographie
D'origine allemande, sa famille débarque à Manhattan, quartier de New York dans les années 1980. Après le divorce de ses parents, Elisabeth, alors âgée de neuf ans, intègre un pensionnat dans le Tennessee. Quelques années plus tard, elle suit des cours à l'université Sarah Lawrence de Bronxville, où elle étudie l'art dramatique et l'histoire de l'Europe.

## Carrière
Son diplôme en poche, Elisabeth Röhm se lance activement dans le métier de comédienne et obtient son tout premier rôle en 1997 dans le soap opéra On ne vit qu'une fois, puis fait ensuite quelques apparitions télévisées, notamment dans The Invisible Man, téléfilm avec Kyle McLachlan, et deux mini-séries (The 60's et Eureka street).
Ce n'est qu'en 1999 que le succès arrive et qu'elle se fait connaître en incarnant l'inspecteur Kate Lockley dans la série télévisée Angel, qu'elle joue pendant deux ans, de façon récurrente. Sa performance de femme flic perturbée et perdue attire l'attention de la chaîne NBC, qui lui confie le rôle de l'assistante du procureur Serena Southerlyn dans la série policière New York, police judiciaire, qu'elle tiendra de 2001 à 2005, et la fera connaître d'un large public.
Elle enchaîne ensuite les apparitions dans des téléfilms et des séries télévisées - comme dans la première saison de Mentalist - avant de décrocher un rôle récurrent dans la quatrième et dernière saison de la série fantastique Heroes, diffusée entre 2009 et 2010. Elle rebondit avec un autre rôle récurrent dans la série romantique The Client List, jusqu'en 2013. Cette même année, elle connaît surtout un retour en grâce sur grand écran.
Elle fait en effet partie de la distribution secondaire de la comédie dramatique American Bluff, de David O. Russell, qui rencontre un large succès critique et commercial.
Cette exposition lui permet de renouer l'année suivante avec un rôle régulier à la télévision, de femme flic, dans la sombre et violente Stalker, qui ne connaît cependant qu'une saison. Elle enchaîne néanmoins les projets cinématographiques, et en 2015, elle retrouve ainsi David O. Russell pour le drame Joy, avant de tenir le rôle principal féminin de Blood Father, de Jean-François Richet, qui marquera le grand retour de Mel Gibson en 2016.
En 2017, elle obtient un rôle dans le film Once Upon a Time in Venice, face à Bruce Willis, Jason Momoa, John Goodman et Famke Janssen,,.
En 2019, elle s'illustre dans le film Scandale, aux côtés de Charlize Theron, Nicole Kidman, Margot Robbie et Jennifer Morrison, qui est un succès avec plus de 59,9 millions de dollars récoltés à travers le monde, tout en obtenant d'excellentes critiques,.
En 2022, elle tient tête à Tom Arnold et Vivica A. Fox dans le drame A Marriage Made In Heaven.

## Vie privée
Fiancée à un entrepreneur (Ron Wooster), elle est aussi mère d'une fille prénommée Easton August Anthony Wooster.

## Filmographie

### Cinéma

#### Longs métrages
- 1997 : Harry dans tous ses états de Woody Allen : figuration
- 2005 : Miss FBI : Divinement armée de John Pasquin : agent Janet McKaren
- 2007 : Ghost Image (nl) de Jack Snyder : Jennifer Zellan
- 2008 : The Kreutzer Sonata (en) de Bernard Rose : Abigail
- 2008 : San Saba de Mike Greene : Leigh
- 2009 : Crimes of the Past (en) de Garrett Bennett : Joséphine Sparrow
- 2009 : The Whole Truth de Colleen Patrick : Angela Masters
- 2011 : Identité secrète de John Singleton : Lorna Elisabeth Price
- 2012 : Transit (en) d'Antonio Negret : Robyn
- 2013 : Darkroom de Britt Napier : Rachel
- 2013 : Aftermath (en) de Thomas Farone : Rebecca Fiorini
- 2013 : Officer Down de Brian A. Miller : Alexandra Callahan
- 2013 : Chlorine de Jay Alaimo : Katherine
- 2013 : American Bluff  de David O. Russell : Dolly Polito
- 2015 : Rivers 9 de Chris W. Freeman et Justin Jones : Grace Rivers
- 2015 : Joy de David O. Russell : Peggy Mangano
- 2015 : Con Man (en) de Bruce Caulk : Lisa Minkow
- 2015 : Polaris (en) de Soudabeh Moradian (en) : Christine
- 2016 : Love Is All You Need? (en) de Kim Rocco Shields : Reverend Rachel
- 2016 : Blood Father de Jean-François Richet : Ursula
- 2016 : Everlasting (en) de Anthony Stabley : la mère de Jessie
- 2017 : Scales: Mermaids Are Real de Kevan Peterson : Tiffany
- 2017 : Trafficked (en) de Will Wallace (en) : Rachel Anderson
- 2017 : L.A. Rush de Mark et Robb Cullen : Anne Phillips
- 2017 : I Wish : Faites un vœu de John R. Leonetti : Johanna Shannon
- 2019 : Scandale de Jay Roach : Martha MacCallum
- 2021 : Lilly et l'Oiseau de Theodore Melfi : Nancy Rothwelder

#### Courts métrages
- 1999 : Puppet, Love and Mertz : Love
- 2004 : Push : Samantha

### Télévision

#### Téléfilms
- 1998 : The Invisible Man de John Patterson : rôle inconnu
- 1999 : The '60s de Mark Piznarski : Amanda Stone
- 2005 : Briar & Graves de Michael Katleman (en) : Dr Laurie Graves
- 2005 : La Dernière Chance (FBI : Negotiator) de Nicholas Kendall : Laura Martin
- 2006 : Mon enfant a disparu de Keoni Waxman : Donna Whitson
- 2009 : En eaux troubles de George Mendeluk : Brooke Harris
- 2011 : Coup de foudre pour Noël de John Stimpson : Priscilla Hall
- 2012 : Lake Placid: The Final Chapter de Don Michael Paul : Shérif Giove
- 2012 : Route de la mort (en) d'Antonio Negret : Robyn
- 2013 : Dans l'ombre du doute de Richard Gabai : Ali
- 2013 : Portées disparues de Peter Sullivan (en) : Lynn
- 2014 : Mega Shark vs. Mecha Shark de Emile Edwin Smith (de) : Rosie Gray
- 2014 : Sous le charme de Noël (A Christmas Kiss II) de Kevin Connor : Priscilla Hall
- 2014 : Oublier et pardonner de Tristan Dubois : Anna Walker
- 2015 : Nounou malgré elle (Reluctant Nanny) de Bradford May : Louisa Lee
- 2015 : Guilt by Association : Bailey Keller
- 2016 : Le Déshonneur de ma fille de Monika Mitchell : Elaine Harris
- 2016 : Connexion Mortelle (Missed Connections) de Brian McAuley : Caroline
- 2019 : Mon mari avait une autre famille ! de Manu Boyer : Maggie
- 2020 : Grace Tanner, seule face à son mari de David Weaver : Grace Tanner

#### Séries télévisées
- 1997 - 1998 : On ne vit qu'une fois : Dorothy Hayes
- 1998 : Fantasy Island, épisode We're Not Worthy (en) : Cindy
- 1999 - 2001 : Angel : Kate Lockley (15 épisodes)
- 1999 : Turks (en), épisode Live, Love, Lose and Learn : Marla
- 1999 : Eureka Street (en) : Max (4 épisodes)
- 2000 - 2001 : Bull : Alison Jeffers
- 2001 - 2005 : New York, police judiciaire : Serena Southerlyn
- 2007 : Big Shots : Alex Mason
- 2007 : Masters of Science Fiction épisode 2 L'Éveil : Lt. Granger
- 2009 : Mentalist, épisode Du rouge à l'âme : Sophie Miller
- 2009 : 90210, épisode On n'oublie jamais rien : Bitsy Epstein
- 2009 - 2010 : Heroes, 8 épisodes de la saison 4 : Lauren Gilmore
- 2012 : Les Experts : Miami, épisode Le Donneur : Jill Vance
- 2012 - 2013 : The Client List : Taylor Berkhalter (14 épisodes)
- 2014 : Beauty and the Beast : épisodes 9 à 12 : agent du FBI Dana Landon
- 2014 : Stalker : vice-procureur de district Amanda Tate (11 épisodes)
- 2016 : The Last Ship, saison 3 : Allison Shaw
- 2016 : Hawaii Five 0, épisodes He Moho Hou , Hu a'e ke ahi lanakila a Kamaile  et Hahai i na pilikua nui : Dr Madison Gray
- 2017 : NCIS, épisode À l'état sauvage : Sergent de la Police montée May Dawson
- 2017 : Jane the Virgin, 4 épisodes de la saison 3 : Eileen / Rose Solano

## Voix françaises
En France, elle est régulièrement doublée par Christiane Jean ainsi qu'Anne O'Dolan. Cependant Laura Blanc et Véronique Desmadryl l'ont doublée à trois reprises chacune.
En France
| - Christiane Jean dans : - Angel (série télévisée) - New York, police judiciaire (série télévisée) - La Dernière Chance (téléfilm) - Mon enfant a disparu (téléfilm) - Les Experts : Miami (série télévisée) - Dans l'ombre du doute (téléfilm) - Anne O'Dolan dans : - The Client List (série télévisée) - Beauty and the Beast (série télévisée) - Stalker (série télévisée) - The Last Ship (série télévisée) - Grace Tanner, seule face à son mari (téléfilm) - Le déshonneur de ma fille (téléfilm) - Hawaii 5-0, saison 7 (série télévisée) | - Laura Blanc dans (les téléfilms) : - Crimes of the Past - Coup de foudre pour Noël - Sous le charme de Noël - Véronique Desmadryl dans : - American Bluff - Nounou malgré elle (téléfilm) - Joy et aussi - Laura Préjean dans Miss FBI : Divinement armée - Marie-Armelle Deguy dans Heroes (série télévisée) - Rafaèle Moutier dans Big Shots (série télévisée) - Dominique Vallée dans Mentalist (série télévisée) |

Au Québec
Note : la liste indique les titres québécois
- Mélanie Laberge dans[12] : 
  - Arnaque à l'américaine
  - Oublier et Pardonner (téléfilm)

## Distinctions
Sauf indication contraire, les informations mentionnées dans cette section peuvent être confirmées par la base de données cinématographiques IMDb,  présente dans la section « Liens externes ».

### Récompenses
- 2013 : New York Film Critic Online Award de la meilleure distribution dans un film pour American Bluff
- 2014 : Screen Actors Guild Award de la meilleure distribution dans un film pour American Bluff

### Nominations
- 2002 et 2004 : Screen Actors Guild Award de la meilleure distribution dans une série télévisée pour New York, police judiciaire